# Matriarca
Matriarca é um termo cunhado no século XIX no âmbito dos estudos antropológicos, para indicar uma mulher que assume uma posição de liderança num determinado grupo social. Nas sociedades modernas, as matriarcas são geralmente mulheres já avós que, num modelo familiar alargado, têm um papel predominantemente e por vezes despótico com relação a outros membros da família.  
Na biologia, nomeadamente no caso dos cavalos, a matriarca é uma égua normalmente de mais idade que possui posição superior a outras éguas, em geral todas aparentadas e seus potros.
Sobre alguns felinos, mais especificadamente 'gatos', "matriarca" é a felina (ex: a gata) que apresenta 3 cores na coloração dos pelos corporais. Para os felinos, só é possivel apresentar as "3 cores do matriarcado" caso sejam fêmeas (gatos machos que apresentam as 3 cores são na quase totalidade dos casos, inferteis/geneticamente incapazes de reproduzirem-se). As "três cores do matriarcado" são o preto, o branco e o marrom/laranja/avermelhado/amarelado. Gatos que possuem as 3 cores são invariavelmente fêmeas ou machos-inferteis).
Também é usado para designar o elemento de maior grau hierárquico da magnífica família marsupialis.